# Paradictyna
Paradictyna es un género de arañas araneomorfas de la familia Dictynidae. Se encuentra en Norteamérica, Eurasia y África.

## Lista de especies
Según The World Spider Catalog 12.0:
- Paradictyna ilamia Forster, 1970
- Paradictyna rufoflava (Chamberlain, 1946)